# Исоа Нејвуа
Исоа Нејвуа (енгл. Isoa Neivua; 19. јул 1978) бивши је фиџијански рагбиста. Његова примарна позиција је била крило, а секундарна центар. Био је део селекције Фиџија на светском првенству 2007, одржаном у Француској, где је Фиџи стигао до четвртфинала. Сезону 2008-2009 провео је у италијанској екипи Виадана, за коју је постигао 1 есеј у 13 утакмица. Постигао је 2 есеја у 8 тест мечева за Фиџи.